# Kill Bill 2
Kill Bill 2 (v anglickém originále Kill Bill Vol. 2) je film scenáristy a režiséra Quentina Tarantina, který navazuje na předchozí snímek Kill Bill a je tak součástí stejnojmenné série. Film je rozdělen do pěti kapitol s tím, že kapitoly nejsou řazeny chronologicky.

## Děj
Kill Bill je příběh profesionální vražedkyně, pojmenované jako „Nevěsta“, pracující u zabijáckého komanda. Po zjištění, že je těhotná s Billem, hlavou organizace, od komanda uteče. Den před svatbou v El Pasu ji Bill najde a s pomocí ostatních členů zmasakrují všechny osoby v oddací síni. Přestože Bill Nevěstu střelí do hlavy, ta přežije a po čtyřech letech se probouzí z kómatu.
Letí do Okinawy, aby jí známý výrobce mečů vyrobil japonský meč. Poté Nevěsta sestaví seznam lidí k zabití.
Po zabití prvních dvou položek na seznamu se vydává za Buddem, bratrem Billa. Ten ji překvapí, střelí brokovnicí (solí, ne ostrými náboji) a zaživa pohřbí. Budda však černou mambou zabije jednooká Elle Driver, čtvrtá položka na seznamu. Nevěsta se vyprostí z rakve a v souboji oslepí Elle, kterou nechá s hadem v Buddově přívěsu.
Když Nevěsta konečně dorazí do haciendy, kde je ubytován Bill, zjistí, že její dcera, která byla pokládána za mrtvou, žije. Po společné večeři se Nevěsta s Billem utká a porazí ho. Poté opustí haciendu a s dcerou začínají nový život.
| Kapitoly:                                     |
| --------------------------------------------- |
| Šestá Kapitola: Masakr u Two Pines            |
| Sedmá Kapitola: Osamělý hrob Pauly Schultzové |
| Osmá Kapitola: Krutá výuka Pai Meie           |
| Devátá Kapitola: ELLE a Já                    |
| Poslední Kapitola: Tváří v Tvář               |

### Úvod
Ve druhém díle je zveřejněno Nevěstino jméno – Beatrix Kiddo

### Kapitola Šestá: Masakr u Two Pines
Čtyři roky před dějem prvního dílu a několik minut před záběrem uvádějícím druhý díl, Beatrix a její přátelé nacvičují svatební obřad. Beatrix zjistí, že ji Bill sledoval; Svatebčané a nadcházející manžel Beatrix Billa nikdy neviděli, Beatrix se tedy musí zachovat opatrně, zároveň se bojí, aby Bill nezareagoval agresivně na zjištění, že si bere někoho jiného. Zatím je však klidný a sám se představí jako otec Beatrix. Přestože je Bill bývalým milencem Beatrix, klidně přijme(alespoň to tak vypadá) její rozhodnutí. Mezitím však do kaple vchází ostatní členové komanda Zmijí, aby zabili každého, kdo se jim připlete do cesty.

### Kapitola Sedmá: Osamělý hrob Pauly Schultzové
Poté, co Bill mluvil se Sofií na konci prvního dílu, jede za svým bratrem a zároveň zabijákem Buddem (Michael Madsen), aby ho varoval před Beatrix. Budd již dávno není zabijákem, je to spíš obézní pijan.
Jak Bill předpovídal, Beatrix dorazila k Buddovu obytnému přívěsu, aby ho zabila. Budd ji však střelí solí do hrudi, což je poprvé, co Beatrix selhala při své cestě za pomstou. Budd zavolá Elle, že má nejlepší meč světa na prodej. Elle souhlasí, má však podmínku: „Musí trpět do posledního dechu“. Beatrix je tím zachráněna od jisté smrti, avšak čeká ji něco horšího. Budd ji uvězní do rakve a zaživa pohřbí do hrobu Pauly Schultzové.

### Kapitola Osmá: Krutá výuka Pai Meie
Zatímco Beatrix leží v rakvi, vzpomíná na dávný trénink v Číně. Její bývalý milenec a „vrah“ Bill ji vzal do jistého chrámu, kde pobývá mistr bojových umění, Pai Mei. Jeho trénink byl velmi tvrdý, ale Beatrix se stala skvělou bojovnicí.
Beatrix se tedy s pomocí svých dovedností dostane z rakve.

### Kapitola Devátá: ELLE a Já
Beatrix se, po vysvobození z rakve, znovu dostává k Buddovu přívěsu. Nahoře na skále zrovna vidí jednookou Elle Driver, jak dorazila k Buddovi a v ruce má červenou tašku (jak se později dovíme, obsahuje kromě milionu dolarů za meč také černou mambu). Had uštkne Budda. Elle zavolá Billovi, že jeho bratr a Beatrix právě zemřeli a chystá se odejít; jak Elle otevře dveře, Beatrix ji skopne zpět. Obě svádějí lítý souboj, avšak Elle získá navrch zmocněním se Hanzova meče. Beatrix však objeví Buddův meč, o kterém Budd tvrdil, že ho už před lety za 250 dolarů zastavil v bazaru v El Pasu.
Během souboje Beatrix zjistí, že Elle vytrhl její oko Pai Mei, když ho urazila a že ho za to Elle zabila. Stejně jako její bývalý mistr, Beatrix vytrhne Elle druhé oko. Beatrix klidně vezme svůj meč a odejde, přičemž nechá oslepenou Elle v přívěsu samotnou s jedovatým hadem.

### Poslední Kapitola: Tváří v Tvář
Beatrix se vydává do Mexika, aby vypátrala poslední položku seznamu a jediného přímo odpovědného za smrt jejího dítěte, Billa. Aby ho našla, navštíví starého pasáka jménem Esteban Vihaio (Michael Parks), který Billa odmala vychovával. Ten jí poskytne všechny důležité informace k nalezení Billa. Beatrix vysvětlí, že by to tak Bill chtěl.
Když Beatrix konečně Billa najde, je s šokem konfrontována se skutečností, že její čtyřletá dcera a zároveň příčina krvavé pomsty, B.B., stále žije a, jak je vidět, její příchod dokonce očekává. Poprvé za celou výpravu je tak Beatrix dojata. Rodina tedy společně pokojně stráví večer.
Zatímco B.B. spí, Beatrix jde za Billem. Ten ji vysvětlí, že má nějaké nezodpovězené otázky. Střelí do Nevěsty sérum pravdy vlastní výroby. Nevěsta mu tedy nedobrovolně řekne, proč utekla od Billa a Komanda Zmijí a že když se rozhodovala mezi Billem – životem zabijáka a dcerkou, kterou musí chránit, zvolila dceru. Po delší diskusi Bill „konečně“ zaútočí na Beatrix. Ta útok vykryje a užije Techniku Pěti Prstů a Puklého Srdce (zde uváděna jako nejnebezpečnější metoda; zná ji pouze Pai Mei a nikoho ji neučí). Pai Mei tedy naučil Beatrix tuto tajnou techniku. Poražený Bill se s Beatrix rozloučí a pokojně odejde. Po pěti krocích neslyšně padá mrtev na zem.
Po pár slzách vezme Beatrix B.B. a uprostřed noci opustí haciendu. Poslední scéna ukazuje Beatrix na zemi hotelové koupelny, jak současně pláče a směje a opakuje „Děkuji“. Beatrix začíná s B.B. nový život.
„Lvice je zas se svým lvíčetem a v džungli se jim daří dobře.“

## Herci a role
| Herec               | Role                                       | Krycí jméno – Zabijácké Komando Zmijí |
| ------------------- | ------------------------------------------ | ------------------------------------- |
| Uma Thurman         | Nevěsta, Beatrix Kiddo, Arlene Machiavelli | Černá Mamba                           |
| David Carradine     | Bill                                       | Zaříkávač hadů                        |
| Vivica A. Fox       | Vernita Green, Jeanie Bell                 | Smrtonoš                              |
| Lucy Liu            | O-Ren Ishii                                | Korálovec                             |
| Michael Madsen      | Budd                                       | Chřestýš                              |
| Daryl Hannah        | Elle Driver                                | Kalifornský horský had                |
| Sonny Čiba          | Hattori Hanzo                              | –                                     |
| Julie Dreyfus       | Sofie Fatale                               | –                                     |
| Gordon Liu          | Pai Mei                                    | –                                     |
| Michael Parks       | Esteban Vihaio                             | –                                     |
| Perla Haney-Jardine | B.B. Kiddo                                 | –                                     |

## Posloupnost kapitol
Společně s kapitolami prvního filmu.
| Filmová posloupnost:                          | Chronologická posloupnost:                    |
| --------------------------------------------- | --------------------------------------------- |
| První Kapitola: (2)                           | Třetí Kapitola: Původ O-Ren                   |
| Druhá Kapitola: Nevěsta krví zbrocená         | Osmá Kapitola: Krutá výuka Pai Meie           |
| Třetí Kapitola: Původ O-Ren                   | Šestá Kapitola: Masakr u Two Pines            |
| Čtvrtá Kapitola: Muž z Okinawy                | Druhá Kapitola: Nevěsta krví zbrocená         |
| Pátá Kapitola: Souboj v Domě modrých listů    | Čtvrtá Kapitola: Muž z Okinawy                |
| Šestá Kapitola: Masakr u Two Pines            | Pátá Kapitola: Souboj v Domě modrých listů    |
| Sedmá Kapitola: Osamělý hrob Pauly Schultzové | První Kapitola: (2)                           |
| Osmá Kapitola: Krutá výuka Pai Meie           | Sedmá Kapitola: Osamělý hrob Pauly Schultzové |
| Devátá Kapitola: ELLE a Já                    | Devátá Kapitola: ELLE a Já                    |
| Poslední Kapitola: Tváří v Tvář               | Poslední Kapitola: Tváří v Tvář               |

## Rozpočet a příjmy filmu
Rozpočet pro oba díly filmu činil 60 milionů dolarů (kromě marketingu a distribuce).
Druhý díl filmu měl v USA premiéru 16. dubna 2004 a hrubý příjem v USA činil 66 208 000 dolarů, ve zbytku světa přibližně 85 951 000 dolarů, celkově tedy 152 159 000 dolarů.

## Ocenění
Snímek byl nominován na Zlatý glóbus. Uma Thurman získala ocenění za Nejlepší herečku, David Carradine získal ocenění za Nejlepšího vedlejšího herce.